# 倪傑
倪傑（英語：Judd C. Nelson，1913年—1982年），美國人，外號「Uncle」。1975年至1982年間，於臺灣嘉義基督教醫院擔任志工。2011年，嘉基第一門診大樓更名為「倪傑紀念大樓」，以紀念其奉獻。

## 生平
- 1913年，出生於美國南達州（State of South Dakota）。
- 1941年─1945年，入伍從軍，經歷第二次世界大戰，輾轉於北非、愛爾蘭、義大利作戰。[1]
- 1946年─1974年，擔任公務人員，並透過基督教兒童福利基金會（Christian Children's Fund）於世界各地認養兒童，終身資助的兒童約有五十名，僅臺灣一地就資助了十多名。[1]
- 1965年，開始頻繁飛往世界各處探視認養的孩子。[1]
- 1975年4月，拜訪嘉義基督教醫院，確認將在此擔任終身志工，變賣所有在美國的財產。[2]
- 1975年8月，抵達嘉義基督教醫院，協助英語文書、關懷小兒麻痺病童等工作，並自願擔任司機，每週載送戴德森醫師往來嘉義及屏東兩地為脊椎側彎病人開刀。他亦自費購買維修工具，在醫院角落掛起「UNCLE WHEELCHAIR CLINIC 安可輪椅診所」的布條，為小兒麻痺病人修理輪椅及輔具。[3][4]
- 1982年6月，發現罹患肝癌。[5]
- 1982年10月20日，獲政府頒發愛護殘障人士獎。[5]
- 1982年10月22日，安息主懷，享年69歲。[5]
- 1982年10月27日，嘉基為倪傑舉辦追思禮拜。許多曾受其照顧的小兒麻痺青年組成機車車隊，護送「Uncle」長眠於嘉義水上基督教公墓。[5]
- 2011年6月24日，嘉基第一門診大樓重新規劃裝修，作為復健科、洗腎室使用，並更名為「倪傑紀念大樓」。[6]